# Astrodeeltjesfysica
Astrodeeltjesfysica is een relatief nieuw vakgebied binnen de natuur- en sterrenkunde waarin deeltjesfysica, astrofysica en kosmologie gecombineerd worden.
Typische onderwerpen die binnen de astrodeeltjesfysica bestudeerd worden zijn bijvoorbeeld de vraag naar de oorsprong van hoog-energetische kosmische straling en naar de aard van kwantumdeeltjes als neutrino's, positrons en muons en van donkere materie. Daarnaast worden er veel verschijnselen bestudeerd die ook tot de deeltjesfysica behoren zoals protonverval en staat de vraag centraal wat zwaartekracht nu eigenlijk is.

## Onderzoeksgebieden
Een voorbeeld van een typisch verschijnsel dat onderzocht wordt binnen de astrodeeltjesfysica is de zogenaamde deeltjesregens, waardoor enkele geladen deeltjes die de dampkring zijn binnengedrongen uiteindelijk het aardoppervlak bereiken. Het detecteren van deze deeltjes gebeurt met behulp van scintillatoren.